# 私立探偵 濱マイク

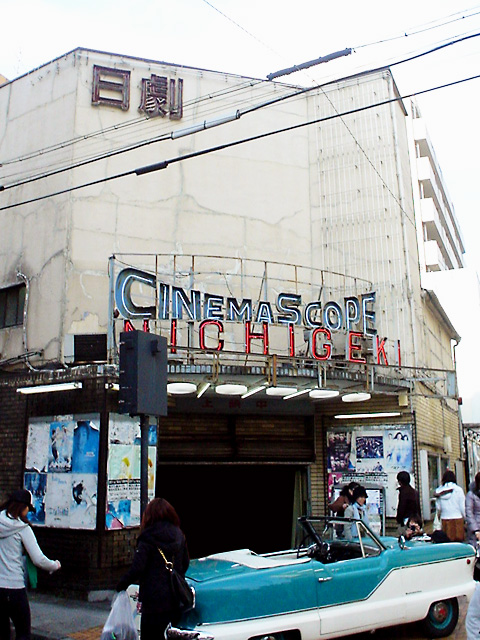
シリーズの舞台となった映画館・横浜日劇、解体直前の2007年

『私立探偵 濱マイク』（しりつたんてい はまマイク）は、映画監督林海象による、同名の探偵を主人公とするハードボイルド探偵ドラマのシリーズの総称である。主演は永瀬正敏。映画3作が制作され、後にテレビドラマ化された。
タイトルはミッキー・スピレインのハードボイルド探偵小説『マイク・ハマー』シリーズを捩ったもの。主人公のマイクは横浜の下町、黄金町に実在した映画館・横浜日劇の2階に事務所を構え、妹と共に暮らしているという設定である（なお、横浜日劇は2005年2月をもって閉館し、2007年4月に解体された）。
永瀬の代表作としても知られる。

## 映画版
三部作として1993年から1996年までに3本が製作・劇場公開された。いずれも監督は林海象、脚本は林と天願大介の共作である。古き日本映画へのオマージュとして、1作目はモノクロで撮影され、2作目は1950年代のカラーの日本映画のようなシネマスコープサイズ・総天然色で撮影する予定だったが、製作当時は既に総天然色の技術適用が困難になっていたため、2・3作目は通常のカラーフィルムで撮影された。

### 主な出演者
濱マイク：永瀬正敏
横浜日劇の2階に事務所を構える私立探偵。本名で活動する稀な探偵。少年時代に親に捨てられた経歴を持つ。養護施設を経て日劇支配人の福寿に引き取られるが、たびたび傷害事件を起こして鑑別所行きとなる。当時の呼び名は「狂犬マイク」。その後自衛隊に入隊し、すぐに除隊。宍戸に引き取られ、探偵修行を行なって独立し、1990年に横浜日劇の2階を借りて改装し、「濱マイク探偵事務所」を開設。友達想いで正義感が強く、頼まれるとなかなか断れない。いつも金欠状態である。服装や小物にも凝っており、趣味は靴集め。愛車ナッシュ・メトロポリタンを劇場前に駐車している。ギャンブル好きで暇があれば麻雀、競輪などに興じている。11歳年下の妹がおり、夢は探偵で稼いだお金で妹を大学に通わせること。口癖は「困ったときはいつでも来なよ」
濱茜：大嶺美香
マイクの妹。マイクと共に養護施設に預けられた後、福寿に引き取られる。山手のお嬢様学校に通う高校生。マイクに似ずしっかり者で学業成績も優秀。横浜国立大学に入学した。将来の夢は弁護士などの自立した職業に就くこと。いつもマイクのことを心配している。
宍戸錠：宍戸錠
関内に「エース探偵事務所」を構える私立探偵。マイクの師匠。元伊勢佐木署の刑事。
星野光：南原清隆
白タク運転手兼情報屋。乗客からは法外な運賃を取り、乗車中に情報屋の仕事が入った場合は客をたたきおろす。少年時代にスリ、詐欺の常習犯で鑑別所送りとなる。マイクとは鑑別所で知り合い意気投合。マイクが唯一の友達で「濱君」、「星野君」と呼び合う仲。暴力団事務所などから密かに実銃を蒐集しているガンマニアであり、マイクが危険な仕事に臨む際には自らのコレクションを提供することもある。横浜ベイスターズのファンでもある。タクシーとして使用しているのは日産セドリックワゴン（ホワイトボディーに木目）。
中山八平：麿赤児
伊勢佐木署捜査四課に勤務する刑事。マイクとは少年課勤務時代からの腐れ縁で、互いに目の敵にしている一方、必要な際にはマイクに捜査協力を求めることもある。
岩崎：梶原善
マイクの中学時代の同級生で喧嘩仲間。立ち飲み屋「岩崎屋酒店」のドラ息子。ボウリングが大好き。
北村：阿南健治
マイクの同級生。「北村精肉店」の二代目。気が弱く優しくて働き者。断りきれず今でもマイクたちと付き合う。小心者。
近藤：近藤芳正
マイクの同級生。アジア雑貨「神風」のオーナー。口が達者で商売上手。雅子と結婚している。
雅子：宮地雅子
マイクの同級生。近藤の妻。昔はマイクに惚れていた。面倒見がよく今でもマイクの世話を焼いている。遊び好きで浮気癖がある。
晝間あさ：千石規子
横浜日劇オープン時から勤めるモギリのベテラン。探偵事務所に依頼に来た客からも必ず入館料を徴収する。口癖は「映画を観る余裕もなくっちゃ、人間おしまいだわぁ」
福寿祁久雄：福寿祁久雄
横浜日劇の支配人で、日劇の他にも横浜にある映画館を興行している。横浜を愛する男。マイクと茜の養父である。
濱リリー：鰐淵晴子
マイクと茜の母親。黄金町の伝説のストリッパーで、2人の子どもを捨てて黄金町を去った後、全国を転々としながら生活している。

### 作品リスト
「私立探偵濱マイクシリーズ」
- 第1弾 『我が人生最悪の時 THE MOST TERRIBLE TIME IN MY LIFE』
  - 1994年公開 モノクロ（パートカラー）93分 シネマスコープサイズ
  - 他の出演者
    - 南果歩
    - 佐野史郎
    - 塚本晋也
    - 楊海平
    - 侯徳健

  - スタッフ
    - 監督 - 林海象
    - 製作 - 後藤由多加
    - エグゼクティブ・プロデューサー - 嵯峨芳春
    - プロデューサー - 古賀俊輔、林海象、余為彦
    - 企画 - 福寿祁久雄
    - 脚本 - 林海象、天願大介
    - 撮影 - 長田勇市（J.S.C.）
    - 照明 - 長田達也
    - 音楽 - めいなCo.
    - 音楽プロデューサー - 西垣克啓
    - 挿入歌「Dragon」
    - エンディング・テーマ「キネマの屋根裏」永瀬正敏（ビクター音楽産業）
    - オリジナルサウンドトラック「The most terrible  time in my LIFE ～我が人生最悪の時～」（FOR LIFE RECORDS）
    - 美術監修 - 木村威夫
    - 美術 - 増本知尋
    - 装飾 - 嵩村裕司
    - 衣裳 - 宮本まさ江
    - 特殊メイク - 原口智生
    - 記録 - 内田絢子
    - 視覚効果 - 中野稔
    - 録音 - 浦田和治
    - 編集 - 冨田伸子
    - 助監督 - 行定勲、萩生田宏治
    - 効果 - 帆苅幸雄、岡瀬晶彦（東洋音響）
    - 探偵指導 - 児玉尚道
    - スタント - TA・KA
    - 擬斗 - 中本龍夫
    - 現像 - 東映化学工業
    - 協力 - 横浜日劇、日本探偵協会、TBSラジオ、玉川紗己子、榎浩一、斉藤正治
    - 製作 - フォーライフ・レコード、映像探偵社
    - 配給 - ナカチカピクチャーズ
- 第2弾 『遥かな時代の階段を The Stairway to the Distant Past』
  - 1995年公開 カラー102分 シネマスコープサイズ
  - 他の出演者
    - 黒狗会組長 - 佐野史郎
    - 白い男 - 岡田英次
    - 白い男の手下 - 杉本哲太
    - 白川和子
    - 坂本スミ子

  - スタッフ
    - 監督 - 林海象
    - 製作 - 後藤豊
    - プロデュース - 嵯峨芳春
    - プロデューサー - 古賀俊輔・林海象・和田倉和利
    - 企画 - 福寿祁久雄
    - 脚本 - 天願大介・林海象
    - 撮影監督 - 長田勇市（J.S.C）
    - 照明 - 長田達也
    - 美術監修 - 木村威夫
    - 音響デザイン - 浦田和治
    - 録音 - 荒畑洋
    - 編集 - 冨田伸子
    - 音楽 - めいなCo.
    - スクリプター - 内田絢子
    - 演出補 - 塙幸成
    - 美術 - 増本知尋
    - 装飾 - 嵩村裕司
    - 衣裳 - 宮本まさ江
    - メイク - 小沼みどり
    - 特殊メイク - 原口智生
    - 音響効果 - 帆苅幸雄
    - 助監督 - 行定勲・萩生田宏治・小林大策
    - 映写 - 大谷六良
    - 光学リーレコ - 阿部耕二
    - ネガ編集 - 三陽編集室
    - タイミング - 小椋俊一
    - オプチカル - 関口正晴
    - 視覚効果 - 中野稔
    - タイトル - マリンポスト
    - スチール - 加藤正憲・廣瀬智恵子
    - カースタント - TAKA
    - ジェットボートスタント - エス・スリー
    - 擬斗 - 中本龍夫
    - 踊り指導 - ビアンカ
    - 探偵指導 - 児玉道尚
    - 音楽プロデューサー - 大原高穂・西垣克啓
    - 音楽エンジニア - 河合十里
    - エンディングテーマ「水の音」山本京子（FOR LIFE RECORDS）
    - オリジナルサウンドトラック「遥かな時代の階段を」（FOR LIFE RECORDS）
    - 製作 - フォーライフレコード、映像探偵社

- 完結編 『罠 THE TRAP』
  - 1996年公開 カラー106分 シネマスコープサイズ
  - 他の出演者
    - 百合子 - 夏川結衣
    - 水月 / 影男 - 山口智子
    - 神津刑事 - 杉本哲太
    - 死美人 - 黒沢あすか・杉本彩・喜多嶋舞
    - カップルの男 - 利重剛
    - 影男 - 小日向文世
    - 神父 - 佐野史郎
    - 墨田喜美子 - 馬渕晴子（※特別出演）

  - スタッフ
    - 監督 - 林海象
    - 製作 - 後藤豊
    - プロデュース - 嵯峨芳春
    - プロデューサー - 古賀俊輔、林海象、桜井勉
    - 企画 - 福寿
    - 脚本 - 林海象、天願大介
    - 探偵指導 - 児玉道尚
    - 撮影監督 - 長田勇市
    - 音楽 - めいなCo.
    - 美術監修 - 木村威夫
    - 照明 - 豊見山明長
    - 録音 - 浦田和治
    - 編集 - 冨田伸子
    - 衣裳デザイナー - 宮本まさ江
    - メイクアップ - 小沼みどり
    - スクリプター - 内田絢子
    - 美術 - 増本知尋
    - 装飾 - 嵩村裕司
    - 助監督 - 杉野剛
    - 製作担当 - 梶川雅也
    - 視覚効果 - 中野稔
    - 特殊撮影 - 伊藤高志
    - デジタル合成 - 徳永徹三
    - 特殊メイク - 原口智生
    - 小道具 - 大野直宏
    - 効果 - 保苅幸雄・岡瀬晶彦
    - 殺陣 - 久世浩
    - スチール - 大久保義高
    - 絵コンテ - 鈴木雅彦
    - 映写 - 大谷六良
    - 光学リーレコ - 阿部耕二
    - 特別協力 - 横浜市
    - 特別協力 - 神奈川新聞社、TVKテレビ、横浜日劇

### その他
- 林監督作『ZIPANG』に端役でもいいからと出演を願った永瀬であったが叶わず、次を待つよう説得された。その2年後に「アジアンビート」シリーズが製作され、エピソード「アイ・ラブ・ニッポン」を林が監督する約束で、主役に永瀬を抜擢した。しかし、シリーズプロデュースに多忙となった林は監督を降板することとなり、永瀬に借りを作った形となった。その後、雑誌「BRUTUS」で2人は対談を行い、この時の借りを返すべく、濱マイクシリーズを製作することとなった。[2]
- 3作共に次回予告が本編後上映された。しかしこれは本編撮影時に製作された為、実際の次回作とは違いがある。
- 佐野史郎、鰐淵晴子、杉本哲太など、同じ役者が別役で出演している。
- 横浜日劇支配人（当時）の福寿祁久雄が『濱兄妹を引き取った義父』という設定で本人役として出演した（ドラマ版では出演していない）。
- 「罠」は1995年公開の予定だったが、作品の中で薬物を使った連続殺人事件が描かれており、当時世間を騒がせたオウム真理教の事件の影響で、翌年に公開が延期された。

- 2023年、公開30周年を記念して、劇場版三部作の4Kデジタルリマスターが完成し、7月より全国の映画館で上映された[3]

## テレビドラマ版
2002年7月1日から9月16日まで、日本テレビ系列で毎週月曜22:00 - 22:54（JST）に全12回が放送された。制作はよみうりテレビとPUG POINT JAPAN。製作は私立探偵濱マイク プロジェクト。平均視聴率は6.5%。
マイク以外の設定が一新されているが、星野（南原清隆）など映画版のキャラクターが客演することもあった。
それぞれのエピソード毎に異なる監督が担当し、映画版の助監督や新鋭の映像作家が多数起用された。脚本家も全話異なっている。また、全話ともVTRではなく、当時の連続テレビ現代劇としては異例の16mmフィルム撮影で製作された。これは映画人である永瀬がフィルムにこだわったことや、過去のテレビ映画へのオマージュも込められている。小道具にも凝り、タイトルバックにおけるタイトルロゴの色や絵柄も毎回変更されていた。
最初に撮影が始まったのは第6話の「名前のない森」。当時は設定が決まっていない部分が多く、レギュラーはマイクの他山本のみ出演し、舞台も黄金町でなく山梨になっている。この作品は2002年2月の第52回ベルリン国際映画祭にも出品された。
VHSは放映版と同一内容だが、DVDはディレクターズ・カット版となっており、放映版と異なる場面がいくつかある他、未公開映像も収録されている（第4話「サクラサクヒ」のDVD版では歌舞伎ジャケットを着たマイクが登場する）。また主題歌の部分のみ音声がカットされていた。
出演者の豪華さでも話題になり、当時テレビドラマから遠ざかっていた永瀬が主演したのはもちろん、当時の夫人であった小泉今日子が共演したことでも、大きな話題を呼んだ。

### 主な出演者（テレビドラマ）
濱マイク：永瀬正敏
私立探偵。皮のコートとサングラスが特徴。マニキュア、ラバーソウル、指輪、ピアスと小物にもこだわる。本名での活動といい、通常の探偵ではタブーなことをしている。特徴のひとつ、愛車「メトロポリタン」は借金のカタに取られてしまい、赤い2代目トヨタ・クラウンに変わった。日劇2階の探偵事務所も家賃滞納の為、日劇の屋上（支配人の福寿が立上げようとしていたビアガーデンの跡地）に移された。
大の女好きでいろいろとちょっかいを出しているようである。依頼はこなすが、情に流されてしまい、いつも金欠状態。我を失うと見境がつかなくなり「狂犬病」と言われた頃に戻ってしまうことがある。友達想いで、少年時代に横濱特別少年院で知合ったノブ、忠志や幼馴染の丈治、誠などとずっと関係が続いている。妹の茜には頭が上がらないが、何より妹を大事にし、幸せを願っている。映画版からは、年を取った分成長した感じである。調査費用は1日12万円から。
濱茜：中島美嘉
映画版にも登場するが、設定は一新されている。
マイクの年の離れた妹で予備校生。日劇近辺のアパートに、ほとんど帰ってこない兄と暮らしている。兄からの生活費は当てにならないためアルバイトをして生計を立てている。マイクの友達とも仲がよい。行方不明の両親のことを気に掛けている様子。だらしのない兄を軽蔑しつつも大好きなようである。
みるく：市川実和子
ゴミ置き場の前に座っていた所をマイクに声を掛けられて以来、探偵事務所に毎日顔を出すようになった。現在は掃除のアルバイトをしている。本名は別にあるが、名乗らないので渾名で呼ばれる。由来は出会いの日にマイクが差し出した牛乳に唯一反応したことから。過去のトラウマからか、独特の感性の持ち主でマイクや仲間達の変化にいち早く気づく。
丈治：村上淳
マイクの幼馴染。父親が失踪したため実家の「加賀美自動車」を受け継ぐ。腕前はかなりの者である。マイクが荒れていた時期からの親友で、庇い合い、助け合い、悪さもしてきた。昔からマイクの愛車の整備を行っている（クラウンは整備のため工場にあったものをマイクが奪っていった）。好きになった女性には一途で、独特のギャグセンスの持ち主である。
忠志：松岡俊介
マイクの行付けである古着屋の雇われ店長。マイクとは横濱特別少年院内で知合う。子ども時代からいじめにあっていたようで、少年院でもいじめられていたところをマイクに助けられて以来マイクに憧れている。このエピソードは漫画版の星野とマイクの出会いに類似している。格闘技、特に女子プロレスが大好き。みるくに好意があったようで告白した。
誠：阿部サダヲ
マイクの幼馴染でコンビニの店長を務める。だが、ほとんど仕事はしていないようで喫茶マツモトに入り浸る。サヨコと同じく1970年代や1980年代歌謡曲が大好き。2人で絶妙のコンビネーションを見せる謎のオカマキャラ。黄金町では有名人らしい。
サヨコ：松田美由紀
溜まり場となっている、喫茶「マツモト」のオーナーでマイクとは幼馴染。いつも胸の開いた服で色気全開。彼女の入れるカフェオレは絶品。
比留間ひる：井川遥
日劇のモギリ嬢。祖母は初代のモギリ比留間あさ。彼女の体調不良から後を継ぐこととなった。おとなしく、愛想のなさをマイクからもしばしば注意されている。生真面目な性格で、初代同様、探偵事務所に来た客からも入場料を徴収する。
ミント：酒井若菜
黄金町のキャバクラ嬢。ノリコと共にマイク親衛隊の1人で探偵事務所に入り浸る。明るく振舞っているが、暗い過去を持っているようである。
ノリコ：川村亜紀
ミントと同じく黄金町のキャバクラ嬢でマイク親衛隊。しかし意外な人物と不倫関係にある。
ノブ：中村達也（BLANKEY JET CITY）
マイクの先輩でライブハウスのオーナー。自身はドラマー。裏社会にも通じているらしくここで情報を仕入れることもある。無口だが、マイクを救うために「Bloody7」（永瀬が出演した映画「PARTY7」に引っ掛けたもの）を結成するなど正義感が強く行動派である。
山本：山本政志
野毛に事務所「山本金融」を構える取り立て屋。マイクには多額の貸しがある（第3話では31万、第8話では95万に増えている）。マイク同様、派手な服装で街を徘徊している。映画版にも登場し、メトロポリタンを取り上げる。
YOU（次回予告のみ）
声のみの出演。ペネロペ・クルスとして登場するが、ブリトニー・スピアーズの他本人でも演じる。毎回あまり関係ないナレーションとくだらないものをプレゼントした。
星野光：南原清隆
映画版に登場。マイクの友達で白タク運転手兼情報屋。ある日突然マイクの前に姿を現す。マイクの反応は…（登場はDVD版に収録されていない）。
サキ：小泉今日子
野毛中央通り商店街付近にあるパチンコ屋の景品交換所で働いている女。情報屋で、情報は景品交換時にメモで渡している。裏事情に詳しく、正体は不明だが、かなりの人物らしい。

### スタッフ
- 製作：藤門浩之、益田康久、畠中基博
- エグゼクティブ・プロデューサー：堀口良則
- プロデューサー：仙頭武則、古賀俊輔、岡野彰、追分史朗、鳥澤晋、石田基紀、宝田晴夫、鈴木ゆたか、町田和幸、高木徳昭
- 原作：林海象
- 主題歌：EGO-WRAPPIN'『くちばしにチェリー』
- 制作統括：中村哲也
- コンセプチュアルデザイン：種田陽平
- 助監督：小野寺昭洋、山本透、江良圭、藤江義正、吉見拓真、大崎章、杉山嘉一
- スタイリスト：大塚勇造
- ヘア：勇見勝彦
- メイク：AKEMI
- 広報∶高橋修之（日本テレビ）
- 制作：よみうりテレビ、PUG POINT・JAPAN
- 制作協力：サンダーボルト
- 制作著作：私立探偵 濱マイク プロジェクト

### 受賞歴
- 第34回ザテレビジョンドラマアカデミー賞
  - 主題歌賞（EGO-WRAPPIN'）

### 作品リスト（テレビドラマ）
| 話数                                                       | サブタイトル                               | ゲスト | 脚本              | 監督       | 音楽                  | 視聴率 |
| ---------------------------------------------------------- | ------------------------------------------ | --- | ----------------- | ---------- | --------------------- | ------ |
| 1                                                          | 31→1の寓話 （7月01日）                     | 菅野美穂 香川照之 泉谷しげる 富田靖子 樋口可南子 他                                                                               | 青木研次          | 緒方明     | めいなCo.             | 13.5％ |
| 2                                                          | 歌姫 （7月08日）                           | UA 伊武雅刀 財津一郎 木村充揮 桑原茂一 他                                                                                         | 前田良輔          | 前田良輔   | 渡辺秀文 ナガノトモカ | 7.6％  |
| 3                                                          | どこまでも遠くへ （7月15日）               | 岡あゆみ 武田真治 ピエール瀧 岸田今日子 小野愛 安藤盟 他                                                                          | 川崎慎三 井土紀州 | 萩生田宏治 | 茂野雅道              | 8.1％  |
| 4                                                          | サクラサクヒ （7月22日）                   | ジェニー・チャン 石橋蓮司 南果歩 岸部一徳 宮内玲奈（MAX） 堀部圭亮 船木誠勝 マギー 他                                             | 行定勲 益子昌一   | 行定勲     | めいなCo.             | 6.3％  |
| 5                                                          | 花 （7月29日）                             | 窪塚洋介 南部虎弾 鳥肌実 ナンバーガール hitomi 南原清隆 浜村淳 他                                                                 | 宮城善彦          | 須永秀明   | 會田茂一              | 6.7％  |
| 6                                                          | 名前のない森 （8月05日）                   | 鈴木京香 大塚寧々 原田芳雄 津田寛治 樋口真嗣 菊池百合子 他                                                                        | 青山真治          | 青山真治   | Dowser                | 6.1％  |
| 7                                                          | 私生活 （8月12日）                         | 石橋けい 片桐はいり 小林薫 鈴木砂羽 田中哲司 神津はづき 國村隼 岩松了 他                                                          | 岩松了            | 岩松了     | 茂野雅道              | 5.5％  |
| 8                                                          | 時よとまれ、君は美しい （8月19日）         | 渡瀬美遊 EITA 永澤俊矢 夏生ゆうな 柳ユーレイ 成田浬 他                                                                            | 薩川昭夫          | 石井聰亙   | 小野川浩幸            | 5.6％  |
| 9                                                          | ミスター・ニッポン〜21世紀の男 （8月26日） | 勝村政信 派谷恵美 光浦靖子 林家ペー 林家パー子 松方弘樹 麻生祐未 杉本彩 キューティー鈴木 荒川良々 他                              | 中島哲也          | 中島哲也   | 渡辺秀文              | 5.2％  |
| 10                                                         | 1分間700円 （9月02日）                     | 浅野忠信 松村邦洋 モロ師岡 柄本明 北村有起哉 他                                                                                   | やまだないと      | 竹内スグル | Syn.                  | 4.3%   |
| 11                                                         | 女と男、男と女 （9月09日）                 | 田口トモロヲ 金山一彦 塚本晋也 東京スカパラダイスオーケストラ 杉本哲太 田中要次 石橋蓮司 片桐はいり 眞島秀和 碇由貴子 三原康可 他 | Alex Cox          | Alex Cox   | Pray for Rain         | 4.6％  |
| 12                                                         | ビターズエンド （9月16日）                 | SION 濱田マリ 尾藤イサオ 川越美和 塩見三省 桐谷健太 他                                                                            | 利重剛            | 利重剛     | 今野登茂子            | 5.0％  |
| 平均視聴率 6.54%（視聴率は関東地区・ビデオリサーチ社調べ） |                                            | |                   |            |                       |        |

### その他（テレビドラマ）
放映開始日の7月1日には、同じくよみうりテレビ制作・日本テレビ系で放送中だったテレビアニメ『名探偵コナン』第284話「中華街・雨のデジャビュ（前編）」に、永瀬正敏が濱マイク役として出演を果たした（サングラス姿で登場して会話するだけで、事件解決には関与しない）。
放送開始直前の6月8日から19日までの期間限定で、大阪心斎橋アメリカ村・ビッグステップに『濱マイク・カフェ』がオープンし、探偵事務所のセットや小道具などが展示され、関連グッズが配布された。
| 読売テレビ制作・日本テレビ系 月曜10時枠連続ドラマ | 読売テレビ制作・日本テレビ系 月曜10時枠連続ドラマ | 読売テレビ制作・日本テレビ系 月曜10時枠連続ドラマ                 |
| 前番組                                            | 番組名                                            | 次番組                                                            |
| ------------------------------------------------- | ------------------------------------------------- | ----------------------------------------------------------------- |
| 天国への階段 （2002年4月8日 - 6月24日）           | 私立探偵 濱マイク （2002年7月1日 - 9月16日）      | ナイトホスピタル 〜病気は眠らない〜 （2002年10月14日 - 12月16日） |

## 朗読劇版
2021年2月17日から23日までヒューリックホール東京にて公演された。星野光 役だけ回替わりのダブルキャストだった。当初は19:00公演も検討されていたが、中止に変更され、合計10公演となった。シリーズ第1弾の映画「我が人生最悪の時 THE MOST TERRIBLE TIME IN MY LIFE」を原作としている。

### 主な出演者（朗読劇）
- 濱マイク：佐藤流司
- 星野光：矢部昌暉（DISH//）/ 志村玲於（SUPER★DRAGON）※ダブルキャスト
- 濱茜：太田奈緒
- ストーリーテラー：秋山真太郎
- 楊海平(ヤン・ハイピン)：植田圭輔

### スタッフ（朗読劇）
- 原作：林海象（私立探偵 濱マイク「我が人生最悪の時 THE MOST TERRIBLE TIME IN MY LIFE」）
- 脚本・演出：樫田正剛（方南ぐみ）
- 音楽：鎌田雅人
- 美術：袴田長武
- 音響：井上直裕（atSound）
- 照明：石塚美和子
- 映像：横山翼（オーベロン）
- ヘアメイク：東村忠明
- 衣裳：植野堀誠
- 演出助手：目黒多恵子
- 舞台監督：中西輝彦
- アートディレクション・企画：大沢寿恵
- 宣伝写真：加藤翔
- 宣伝：石橋千尋、前木理花（エイベックス・エンタテインメント）
- 票券：河野英明、鈴木彩里衣（エイベックス・エンタテインメント）
- 制作：神戸丈志（クオーレ）、上野志津華
- プロデューサー：山浦哲也、三浦奏子（エイベックス・エンタテインメント）、安藤岳、戸花美保子（東映ビデオ）、大沢寿恵（citrolemon）
- 主催：朗読劇「私立探偵 濱マイク」製作実行委員会

## 舞台版

### 2022年公演
2022年12月15日から18日までサンシャイン劇場、12月29日から30日まで森ノ宮ピロティホールにて公演された。星野役の矢部昌暉は東京公演のみ、宮本弘佑は東京・大阪はどちらにも出演する。
朗読劇と同様にシリーズ第1弾の映画「我が人生最悪の時 THE MOST TERRIBLE TIME IN MY LIFE」を原作としている。劇中ではアクションや歌、ダンスを交えた物語が展開。佐藤流司や矢部昌暉のように朗読劇版から続投しているものも居る。

#### 出演者（舞台・2022年）
- 濱マイク：佐藤流司
- 楊海平（ヤン・ハイピン）：寺西拓人
- 星野：矢部昌暉 / 宮本弘佑 ※ダブルキャスト
- 楊徳健（ヤン・トッケン）：椎名鯛造
- 濱茜：小泉萌香
- 王百蘭（ワン・バイラン）：七木奏音
- 中山刑事：和興
- エースの錠：佐久間祐人
- アンサンブルキャスト：書川勇輝、本間健大、田上健太、中土井俊允、岡本麻海、市川絵美

#### スタッフ（舞台・2022年）
- 原作：林海象（私立探偵 濱マイク「我が人生最悪の時 THE MOST TERRIBLE TIME IN MY LIFE」）
- 脚本・演出：西田大輔
- 舞台監督：清水スミカ
- 美術：角田知穂
- 照明：大波多秀起（デイライト）
- 音響：前田規寛（ロア）
- 映像：川崎貴司（TSUMIKI）
- 衣裳：瓢子ちあき
- ヘアメイク：井上まな
- 大道具：Carps、美術工房いろあと
- 小道具：平野雅史
- 装飾：高津装飾美術
- 振付：赤沼秀実
- 歌唱指導：Yuko
- 中国語指導：朱永菁
- 音楽協力：こおろぎ
- 演出助手：佐久間祐人
- 宣伝・グッズアートディレクション：大沢寿恵（citrolemon）
- 制作統括：德秀樹
- 制作：神田聖子（DisGOONie）
- 企画：citrolemon
- 主催：東映ビデオ、ぴあ、citrolemon、リバティ・コンサーツ

### 2025年公演
2025年2月6日から11日までサンシャイン劇場、2月15日から16日までCOOL JAPAN PARK OSAKA TTホール、2月22日から23日までウインクあいちにて公演された。シリーズ第2弾の映画「遥かな時代の階段を The Stairway to the Distant Past」を原作としている。濱マイク役の佐藤流司を始め、矢部昌暉（DISH//）、小泉萌香、七木奏音などは前作（2022年公演）の役から続投となる。

#### キャスト（舞台・2025年）
- 濱マイク：佐藤流司
- 杉本：長田光平
- 星野：矢部昌暉（DISH//）
- 濱茜：小泉萌香
- 王百蘭（ワン・バイラン）：七木奏音
- 山口：井澤巧麻
- 港のメリー：八木ましろ
- 中山刑事：なだぎ武
- 白い男：大浦龍宇一
- リリー：凰稀かなめ
- アンサンブルキャスト：書川勇輝、本間健大、田上健太、和田啓汰、大河内美帆、岡本麻海、市川絵美

#### スタッフ（舞台・2025年）
- 原作：林海象（映画『私立探偵 濱マイク』シリーズ）
- 脚本・演出：西田大輔
- 劇中曲：田井モトヨシ、Teje、鈴木俊介
- 舞台監督：清水スミカ
- 美術：角田知穂
- 照明：大波多秀起（デイライト）、鈴木雅貴
- 音響：高橋秀雄（アントラクト）、久保勇介
- 映像：川崎貴司（TSUMIKI）
- 衣裳：瓢子ちあき
- 衣裳造形：伊藤摩美
- ヘアメイク：SAYAKA、岡田さくら
- 大道具：Carps、美術工房いろあと
- 小道具：平野雅史
- 装飾：高津装飾美術
- 振付：赤沼秀実（ミアコレア）
- 歌唱指導：Yuko
- 中国語指導：郭燕琪
- 演出助手：梅澤良太、新早由季
- 美術助手：多賀慧、秋友久実
- 演出部：岸川卓巨、小枝真佑
- 照明オペレーター：松本伸一郎、吉川雄介
- 音響操作：安藤仁美（アントラクト）、吉田寿子、野上裕加（アントラクト）
- 映像オペレーター：高嶋菜摘
- 特殊効果：井上建一（インパクト）
- 衣裳進行：児玉來夢
- 衣裳協力：植野堀誠、亀井美緒
- 運搬：マイド
- 運営協力
  - 東京公演：ワントゥワン東京
  - 大阪公演：ワントゥワン
- 宣伝：石橋千尋（エイベックス・ライヴ・クリエイティブ）、浜口奈津子（エイベックス・ライヴ・クリエイティブ）
- 宣伝美術：大沢寿恵（Citrolemon）、今雪裕也（Citrolemon）、伊藤孝平（Citrolemon）、神屋敷徹
- スチル撮影：加藤翔
- 舞台写真：鈴木崇志
- HP作成：宮嶋稔（MYPIXEL）
- 票券：原菜瑠美（ぴあ）、酒井美帆（ぴあ）、松橋麻衣子（ぴあ）
- 制作統括：徳秀樹（DisGOONie）
- 制作補佐：塚本拓弥（DisGOONie）、窪寺裕子（DisGOONie）
- 現場制作：長浜あかね、中原しおり（DisGOONie）、佐藤真衣
- 協力：劇団ひまわり、ライジングプロダクション、スターダストプロモーション、アミューズクリテイティブスタジオ、サンミュージックブレーン、ミレニアムプロ、吉本興業、キャストパワー、ケイローズ
- 原作協力：古賀俊輔（ザフール）
- 制作：DIsGOONie
- プロデューサー
  - 東京・大阪公演：大沢寿恵（Citrolemon）、田口智博（Age Global Networks）、堀尾美幸（ぴあ）、安藤岳（東映ビデオ）、田中那央子（リバティ・コンサーツ）
  - 愛知公演：木下宗（中京テレビクリエイション）、上田真由美（中京テレビクリエイション）
- 企画：Citrolemon
- 主催
  - 東京・大阪公演：舞台『私立探偵 濱マイク』製作委員会2025（Citrolemon、Age Global Networks、ぴあ、東映ビデオ、リバティ・コンサーツ）
  - 愛知公演：中京テレビ、中京テレビクリエイション

## 漫画版
1996年から1998年にかけて「ビジネスジャンプ」に漫画版（作画は井上紀良）が連載された。林海象 原作による完全オリジナルストーリーであり、映画版とは異なる（単行本は集英社ヤングジャンプ・コミックスBJより刊行、全2巻）。

## 関連商品
- 私立探偵 濱マイク DVD-BOX（ジェネオン エンタテインメント・東芝デジタルフロンティア、2002年9月26日発売）
- 私立探偵 濱マイク（漫画版、作画：井上紀良、第1巻：1997年・第2巻：1998年、集英社『ビジネスジャンプ』掲載）※2009年小池書院から廉価版
- 私立探偵 濱マイク DVD BOOK（宝島社、第1巻[28]・第2巻[29]：2013年12月14日発売 第3巻[30]：2014年1月14日発売）